# Willy Hess (componist)
Willy Hess (Winterthur, 12 oktober 1906 - aldaar, 9 mei 1997) was een Zwitsers musicoloog en componist, die vooral bekendheid heeft gekregen als samensteller van een catalogus van de werken van Beethoven die niet waren opgenomen in de Beethoven Gesamtausgabe.
Hess studeerde compositie, muziektheorie en piano aan het conservatorium in Zürich en musicologie aan de universiteiten van Zürich en Berlijn. Sinds 1931 was hij als freelance schrijver over muziek en componist  werkzaam. Van 1942 tot 1971 was hij ook fagottist in het Stadtorchester Winterthur (nu: Orchester Musikkollegium Winterthur). Vanaf 1951 stelde hij de 14 appendixdelen van de Beethoven-Gesamtausgabe samen. Hij orkestreerde het Pianoconcert nr. 0 in Es-groot van een piano-uittreksel. He was ook docent piano, contrapunt en compositie.
Zijn composities zijn traditioneel en blijven binnen de tonaliteit. Zijn werk omvat een aantal sonates, onder andere voor fagot en klein orkest, voor altviool en piano, voor altviool en fagot, altviool solo, voor fluit en cello, voor fluit en piano. Hij schreef "3 Ländler op. 28" voor piano quatre-mains.
De nalatenschap van Willy Hess bevindt zich in de Centrale Bibliotheek van Zürich.

## Publicaties
- Verzeichnis der nicht in der Gesamtausgabe veröffentlichten Werke Ludwig van Beethovens. Zusammengestellt für die Ergänzung der Beethoven-Gesamtausgabe, Wiesbaden, Breitkopf & Härtel, 1957. Engelse vertaling door James Green: The new Hess catalog of Beethoven’s works. West Newbury, Vermont: Vance Brook, 2003. ISBN 0-9640570-3-4.
- Parteilose Kunst - Parteilose Wissenschaft. Eine Auseinandersetzung mit dem Zeitgeist in der Musik, Tutzing, Schneider, 1967.
- Beethoven-Studien, Bonn, Beethoven-Haus, 1972 (Schriften zur Beethoven-Forschung, Reihe IV, Band 7).
- Beethoven. Studien zu seinem Werk, Winterthur, Amadeus-Verlag, 1981
- Das Fidelio-Buch, Winterthur, Amadeus-Verlag, 1986.
- Hinter den Kulissen. Momentbilder und Anekdoten aus dem Leben eines Orchestermusikers, Winterthur, Ed. Swiss Music, 1992
- Vom Doppelantlitz des Bösen in der Kunst , J. F. Lehmann, München, 1963